# دايفيد وايت (ممثل)
دايفيد وايت (بالإنجليزية: David A. R. White)‏ هو كاتب سيناريو وكاتب ومنتج أفلام وممثل أمريكي، ولد في 12 مايو 1970 في الولايات المتحدة.

## أعمال

### أفلام
- (2014) الله ليس ميتا
- (2016) الله ليس ميتا 2
- (2018)  ضوء في الظلمة
- (2018) شمشون

## وصلات خارجية
- دايفيد وايت على موقع IMDb (الإنجليزية)
- دايفيد وايت على موقع ميتاكريتيك (الإنجليزية)
- دايفيد وايت على موقع روتن توميتوز (الإنجليزية)
- دايفيد وايت على موقع ألو سيني (الفرنسية)
- دايفيد وايت على موقع أول موفي (الإنجليزية)
- دايفيد وايت على موقع قاعدة بيانات الفيلم (الإنجليزية)
- دايفيد وايت على موقع ليتربوكسد (الإنجليزية)